# Cecilia Sacchi
Cecilia Sacchi (Milano, 30 ottobre 1938 – Milano, 29 ottobre 2010) è stata un'attrice italiana.

## Biografia
Figlia del critico cinematografico Filippo Sacchi e di Josepha Gianzana (zia di Giangiacomo Feltrinelli), moglie dell'attore Vittorio Mezzogiorno e madre dell'attrice Giovanna Mezzogiorno, ha recitato nella pièce di Maurizio Costanzo Vuoti a perdere.
Ha lavorato anche in televisione (conducendo pure il programma per i bambini Giocagiò) e in lavori prodotti da Lucio Ardenzi, recitando a fianco di noti attori, fra cui Domenico Modugno.
Dopo l'incontro con Mezzogiorno, avvenuto nel 1969 al Teatro Greco di Segesta, e la nascita della figlia Giovanna, nel 1974, si è ritirata dal mondo dello spettacolo, tranne che per partecipare a ruoli televisivi negli anni novanta. È deceduta dopo una lunga malattia il 29 ottobre 2010. Le sue ceneri riposano col marito nel cimitero di Griante, sul Lago di Como, sede di una villa ereditata dal nonno materno, il banchiere Mino Gianzana. Nello stesso cimitero sono sepolti i genitori. I suoi resti sono stati traslati, insieme a quelli del marito, nel cimitero di Civitanova del Sannio, in provincia di Isernia, dove la coppia aveva casa e dove amava trascorrere i periodi di riposo.

## Filmografia

### Attrice
- Le avventure di Laura Storm (1966) - serie TV
- Vivere insieme episodio Un padre superfluo (1968) - serie TV
- Processi a porte aperte episodio Losey il bugiardo (1968) - serie TV
- I fratelli Karamazov (1969) - miniserie TV
- Don Giovanni in Sicilia, regia di Guglielmo Morandi (1977) - miniserie TV
- Hors saison, regia di Daniel Schmid (1992)
- Più leggero non basta, regia di Elisabetta Lodoli (1998)
- Negli occhi, regia di Daniele Anzellotti e Francesco Del Grosso (2009) - documentario

### Aiuto regista
- Il giorno dei cristalli, regia di Giacomo Battiato (1979) - film TV